# Dylan Bibic
Dylan Bibic, né le 3 août 2003 à Milton (Ontario), est un coureur cycliste canadien, spécialiste des épreuves d'endurance sur piste. Il est notamment champion du monde du scratch en 2022.

## Biographie
En septembre 2021, Dylan Bibic se révèle en remportant trois médailles aux mondiaux sur piste juniors (moins de 19 ans). Il décroche le titre sur la course aux points, ainsi que l'argent sur l'omnium et le bronze sur la course à l'américaine (avec Carson Mattern). En novembre, il écrase les championnats du Canada sur piste juniors, où il gagne les 10 titres en jeu.
En 2022, pour ses débuts chez les élites, il confirme avec quatre médailles lors des championnats panaméricains. Il remporte trois titres sur l'américaine (avec Michael Foley), l'omnium et l'élimination, ainsi qu'une médaille d'argent sur le scratch. En octobre, pour ses premiers mondiaux chez les élites, il crée la surprise en devenant champion du monde du scratch à 19 ans. C'est le premier titre sur piste pour un athlète Canadien depuis Tanya Dubnicoff en 1993. Chez les hommes, il fallait remonter à 40 ans et le titre de Gordon Singleton en 1982. Aux championnats panaméricains, il remporte cinq médailles, dont quatre titres en omnium, course à l'américaine, course par élimination et poursuite par équipes. En 2023, il devient vice-champion du monde de la course à élimination et ajoute cinq titres supplémentaires aux championnats panaméricains. Lors de cette saison, il rejoint l'équipe sur route Israel Premier Tech Academy. En fin d'année, il gagne le classement général de l'endurance de la Ligue des champions.
Lors de la Coupe des nations 2024, il s'adjuge les classements généraux de l'élimination et de l'omnium.

## Palmarès sur piste

### Jeux olympiques
- Paris 2024
  - 7e de la poursuite par équipes

### Championnats du monde
| Édition / Épreuve              | Poursuite par équipes | Course aux points | Américaine | Course scratch | Omnium | Élimination |
| Le Caire 2021 (juniors)        |                       | Or                | Bronze     |                | Argent |             |
| Saint-Quentin-en-Yvelines 2022 | 11e                   |                   | 13e        | Or             | 10e    | 24e         |
| Glasgow 2023                   |                       |                   |            | 6e             |        | Argent      |
| Ballerup 2024                  |                       |                   |            |                | Bronze |             |

### Championnats panaméricains
- Lima 2022
  -  Médaillé d'or de la poursuite par équipes
  -  Médaillé d'or de l'américaine (avec Michael Foley)
  -  Médaillé d'or de l'omnium
  -  Médaillé d'or de l'élimination
  -  Médaillé d'argent du scratch
- San Juan 2023
  -  Médaillé d'or de la poursuite par équipes (avec Michael Foley, Mathias Guillemette et Sean Richardson)
  -  Médaillé d'or du scratch
  -  Médaillé d'or de l'américaine (avec Mathias Guillemette)
  -  Médaillé d'or de l'omnium
  -  Médaillé d'or de l'élimination

### Coupe des nations
- 2024
  - Classement général de l'élimination
  - 1er de l'élimination à Adélaïde
  - 1er de l'élimination à Milton
  - Classement général de l'omnium
  - 1er de l'omnium à Adélaïde

### Ligue des champions
- 2022
  - 1er de l'élimination à Berlin
  - 3e du scratch à Londres (I)
- 2023
  - Classement général de l'endurance
  - 1er de l'élimination à Palma
  - 1er de l'élimination à Paris
  - 1er du scratch à Berlin
  - 1er du scratch à Paris
  - 2e du scratch à Londres (I)
- 2024
  - Classement général de l'endurance
  - 1re du scratch à Paris
  - 1er de l'élimination à Apeldoorn (I)
  - 1er de l'élimination à Londres (I)
  - 2e du scratch à Apeldoorn (I)
  - 2e de l'élimination à Apeldoorn (II)

### Championnats du Canada
- 2021
  -  Champion du Canada du kilomètre juniors
  -  Champion du Canada du keirin juniors
  -  Champion du Canada de vitesse juniors
  -  Champion du Canada de vitesse par équipes juniors
  -  Champion du Canada de poursuite juniors
  -  Champion du Canada de poursuite par équipes juniors
  -  Champion du Canada de course aux points juniors
  -  Champion du Canada de course à l'américaine juniors
  -  Champion du Canada du scratch juniors
  -  Champion du Canada de course par élimination juniors
- 2022
  -  Champion du Canada de course à l'américaine
  -  Champion du Canada d'omnium
- 2023
  -  Champion du Canada de course à l'américaine
  -  Champion du Canada du scratch
  -  Champion du Canada d'omnium
- 2024
  -  Champion du Canada de course aux points
  -  Champion du Canada d'omnium
  -  Champion du Canada d'élimination
  -  Champion du Canada course à l'américaine

## Palmarès sur route
- 2019
  - 3e du championnat du Canada du contre-la-montre juniors
  - 3e du championnat du Canada du critérium juniors

## Distinctions
- Cycliste canadien de l'année : 2021 et 2022[3]